# Pseudalosterna gorodinskii
Pseudalosterna gorodinskii là một loài bọ cánh cứng trong họ Cerambycidae.